# Tijm
Tijm (Thymus) is een geslacht uit de lipbloemenfamilie (Lamiaceae). Het omvat kruidachtige of houtachtige planten met een zeer aromatische geur, die tot 30 cm hoog worden en in schijnkransen bloeien. De planten komen algemeen voor in het Middellandse Zeegebied en in Azië. Een drietal soorten komt ook in België en Nederland voor.

## Toepassingen
Tijm is met zijn zoetige, sterke aroma geschikt voor het kruiden van groente, vis, vlees en sauzen. Het is een belangrijke smaakmaker van de Provençaalse kruidenmix. Tijm bevat de stof thymol, die goed is voor de luchtwegen, meer bepaald tegen hoesten en symptomen van astma. Het wordt gewoonlijk verwerkt in  tijmsiroop, een siroop met hoge concentratie suiker en tijm. Van de bloemen en bladeren wordt thee getrokken. Het kruid wordt verder gebruikt bij de bereiding van likeuren zoals bénédictine. Vanwege de aromatische geur wordt tijm ook in de zeepindustrie gebruikt.
De planten vinden ook in de siertuin en in kruidentuinen een plaats. Tijm kan 's zomers gemakkelijk worden gedroogd omdat de plant een houtige stengel en kleine blaadjes heeft. Hiervoor kan hij buiten of in een goed geventileerde ruimte worden gehangen. Na het drogen worden de blaadjes verkruimeld en in gesloten potten bewaard.

## Soorten
In Nederland en België komen de volgende soorten voor:
- Grote tijm (Thymus pulegioides)
- Kleine tijm of kwendel (Thymus serpyllum)
- Kruiptijm (Thymus praecox)

Enkele andere soorten:
- Echte tijm (Thymus vulgaris)
- Citroentijm (Thymus ×citriodorus) - smaakt en ruikt een beetje naar citroen
- Oreganotijm (Thymus pulegioides 'Tabor')

... · 
T. kosteleckyanus · 
T. praecox (Kruiptijm) · 
T. pulegioides (Grote tijm) · 
T. serpyllum (Kleine tijm) · 
T. vulgaris (Echte tijm) · 
...
... · 
Ajuga (Zenegroen) · 
Anisomeles · 
Ballota (Ballote) · 
Basilicum · 
Cleonia · 
Clinopodium (Steentijm) · 
Dasymalla · 
Galeopsis (Hennepnetel) · 
Glechoma · 
Haplostachys · 
Hemiandra · 
Hyssopus · 
Lagochilus · 
Lamiastrum · 
Lamium (Dovenetel) · 
Lavandula (Lavendel) · 
Leonurus · 
Lycopus · 
Marrubium · 
Melissa (Melisse) · 
Mentha (Munt) · 
Nepeta (Kattenkruid) · 
Ocimum (Basilicum) · 
Origanum (Marjolein) · 
Perovskia · 
Phlomis · 
Prunella (Brunel) · 
Renschia · 
Rosmarinus · 
Salvia (Salie) · 
Satureja (Bonenkruid) · 
Scutellaria (Glidkruid) · 
Stachys (Andoorn) · 
Teucrium (Gamander) · 
Thymus (Tijm) · 
Vitex · 
Westringia · 
...